# Sinhrona digitalna hijerarhija
Sinhrona digitalna hijerarhija (SDH) predstavlja dominantnu tehnologiju za multipleksiranje i prenos digitalnih signala u transportnoj mreži, od govora i podataka do video signala. Nastala iz potrebe da se prethodna PDH (Plesiohrona digitalna hijerarhija) tehnologija zameni jeftinijim i fleksibilnijim rešenjima kada su u pitanju multipleksiranje /demultipleksiranje osnovnih digitalnih signala (pritoka), centralizovani nadzor i upravljanje, kompatibilnost rada uređaja od različitih proizvođača itd.
Iako je danas SDH tehnologija dominantna, sa godišnjom prodajom uređaja u vrednosti većoj od 10 milijardi US dolara, već se govori o daljoj perspektivi ove tehnologije. 

## Osnovne karakteristike SDH tehnike
SDH tehnologiju karakteriše niz posebnih rešenja, specifičnih funkcija i specifičnih fenomena. U ovom delu rada biće kratko razmotrene osnovne karakteristike koje se odnose na sledeće:

### Standardizacija SDH
Proces standardizacije SDH tehnologoije započela je juna 1986. godine Studijska grupa XVIII međunarodnog komiteta CCITT (današnjeg UIT-T) sa ciljem da se uvedu globalni standardi koje moraju da ispune sinhroni multipleksni sistemi u interfejsnoj tački mrežnog čvora. Taj proces je završen tek novembra 1988. godine pošto su prethodno eksperti Amerike, Evrope i Azije usaglašavali različite varijante, uglavnom zasnovane na američkom konceptu SONET (Synchronous Optical Network) sa osnovnim protokom od 50 Mb/s. Naime, tada je konačno usvojen standard koji u suštini podržava SONET, ali kod koga osnovni protok iznosi 155 Mb/s. U narednoj deceniji proces standardizacije se širio od osnovnog rešenja multipleksiranja ka rešenjima od značaja za kompletnu telekomunikacionu transportnu mrežu baziranu na SDH. 
Danas se može govoriti o vrlo visokom nivou standardizacije koji u okviru ITU-T preporuka obuhvata sledeće :
- Protoci i način multipleksiranja: G.707;
- Električni i optički interfejsi: G.703, G.957, G.958;
- Funkcije i protokoli za sinhronizaciju: G.781, G.810, G.811, G.812, G.813;
- Funkcionalne celine u uređaju: G.783;
- SDH upravljanje: G.784, G.831, M.3000;
- Arhitektura SDH mreža: G.803;
- Džiter i vonder: G.825, G.783;
- Performanse prenosa: G.826;
- Mehanizmi zaštite saobraćaja: G.841;
- Održavanje: M.2101, M.2110, M.2120.

Još detaljniji nivo standardizacije je podržan od Evropskog Instituta za standardizaciju (ETSI). 

### Struktura rama STM-1
Pored korisnog signala, prenosi se i veliki broj dodatnih bajtova (RSOH, MSOH, path overhead itd.) čija je funkcija različita: od nadzora i upravljanja, bajtova za slobodnu upotrebu do pointera (npr. AU i TU pointeri) za pokazivanje početka svakog kontejnera (npr. VC-4 i VC-12). Struktura rama je napravljena na bazi principa vremenske raspodele kanala, trajanje rama je 125s, što znači da se zauzima fiksni propusni opseg koji zavisi od dodeljenog kanala (kontejnera) a ne od trenutnog saobraćaja kao kod paketskog prenosa. 
- Postupak multipleksiranja do osnovnog nivoa STM-1 (155Mbit/s). Pritočni signali (2,34,140 Mbit/s, ATM itd.), koje treba preneti kroz SDH mrežu, najpre se postupkom mapiranja smeštaju u kontejnere (npr. C12) čime se ustvari dovode na zajednički takt mreže. Dodavanjem zaglavlja puta (path overhead) dobijaju se virtuelni kontejneri (npr. VC-12) a dodavanjem pointera, TU grupe (npr. TU-12). Dalje udruživanje se obavlja prema prikazanoj šemi. Ramovi višeg reda: STM-4 (622Mbit/s), STM-16 (2.48 Gbit/s), STM-64 (10 Gbit/s) se dobijaju prostim učešljavanjem bajtova iz ramova nižeg reda.
- pointeri

U strukturi rama SDH signala se pored bajta za sinhronizaciju rama, overhead bajtova i korisnog signala (payload) nalaze i pointerski bajtovi koji pokazuju gde je početak korisnog signala i to posebni pointeri za svaki od kontejnera. Taj početak nije fiksan u odnosu na početak rama već se može menjati u zavisnosti od stabilnosti taktova u NE -ima. Naime, pointeri služe da se po principu izravnanja na nivou bajtova kompenzuje razlika (offset) frekvencija i faza između dva NE-ta tj. da se pređe sa jednog na drugi takt.
Za prenos 2Mbit/s signala, kao nejčešće korišćenog interfejsa na ulazu u SDH mrežu, odgovoran je TU12 pointer tj. on pokazuje gde je početak korisnog signala (VC12) unutar TU rama (deo SDH rama) a takođe i AU4 pointer koji pokazuje gde je početak korisnog signala (VC-4) unutar STM-1 rama. Ovaj početak se može menjati skokovito (jedan bajt tj. osam bita za TU pointer, odnosno 24 bajta za AU pointer). Ako nije u uređajima upotrebljen dovoljno dobar algoritam za filtriranje ovog skoka, može da dođe do pojave džitera ili vandera u izlaznom signalu 2Mbit/s.

### Sinhronizacija
SDH mreža je bazirana na sinhronom multipleksiranju/demultipleksiranju pritoka tako da je za njen ispravan rad potrebno da svi čvorovi budu međusobno sinhronizovani. Najčešće (za sada uvek) se mreža sinhronizuje po metodi master-slave kada se podređeni generatori takta sinhronizuju na master takt. Pri tome, u mreži postoje četiri nivoa kvaliteta takta za sinhronizaciju. PRC (Primary reference clock) je master takt čija tačnost treba da bude bolja od 10-11 (ITU-T G.811). Ovaj takt se distribuira do podređenih generatora takta SSU (Synchronization supply unit) koji mogu imati dva nivoa kvaliteta (ITU-T G.812), za tranzitne čvorove (SSU-T) ili za lokalne čvorove (SSU-L), kao i do podređenih generatora takta najnižeg nivoa SEC (SDH equipment clock). 

### Džiter i vander
Izlazni signal iz SDH mreže mora da bude identičan ulaznom signalu po sadržaju ali ne i po vremenskim karakteristikama. Naime, mreža može da bude složenija ako se koriste add/drop multiplekseri i cross-connect uređaji. Tada virtuelni kontejneri koji nose signal od interesa mogu da se, pri prolazu kroz NE-te, prebacuju sa jednog takta na drugi (npr. zbog holdover ili free-runing režim rada pojedinih čvorova) što u kombinaciji sa mapiranjem i pointerskim akcijama može da dovede do pojave džitera ili vandera na izlazu SDH mreže. Pod vanderom se podrazumeva spori džiter, čija je frekvencija ispod 10 Hz.
Razlikuju se dve vrste džitera:
1. džiter i vander usled mapiranja

Signal pritoke koja dolazi na ulaz SDH mreže je ima takt koji je u opštem slučaju nezavisan od takta s kojim radi cela SDH mreža tj. različite su frekvencije (faze) a takođe ulazni signal može da sadrži džiter i vander. Takođe, i različite pritoke mogu da imaju međusobno potpuno nezavisne taktove (asinhroni signali). Da bi se izvršio proces multipleksiranja prethodno moraju sve pritoke da se sinhronizuju na referentni takt. Zbog toga se, pri upisivanju pritoke u kontejner, pribegava metodi izravnanja (bit-justification ili bit-stuffing) ubacivanjem slepih bita ili dodatnih informacionih bita (+/0/- metoda izravnanja) u zavisnosti od znaka razlike frekvencija. Pri demapiranju slepi biti se izbacuju a umesto njih ostaju praznine (“gap”) koje se neregularno javljaju (u zavisnosti od frekvencijske razlike taktova) i usled kojih se javlja džiter i vander koji je nemoguće u potpunosti eliminisati.
1. džiter i vander usled pointera

Kao što je već rečeno, u SDH uređajima se koristi sinhrono multipleksiranje/demultipleksiranje signala što zahteva da svi uređaji u mreži rade sa usaglašenim taktom. Međutim, u nekim slučajevima može da dođe do gubitka sinhronizacije u jednom ili više čvorova kada oni prelaze u holdover ili fee-running mod rada. Takođe, zbog varijacije karakteristika prenosnog medijuma (optičko vlakno) dolazi do akumulacije faznih razlika između čvorova mreže. Za kompenzaciju ovih efekata koristi se mehanizam pointera koji u osnovi predstavlja isti način izravnanja, opisan kod mapiranja pritoka (+/0/- izravnanje), za prelazak signala sa jednog takta na drugi. Jedina razlika je što se ovde vrši izravnanje na nivou bajtova a ne bita. To ima za posledicu da se na prijemu javljaju “gapovi” koji su veoma izraženi. Npr. kod AU pointera fazni skok je 3 bajta (24 bita), kod TU poinera 1 bajt (8 bita) pa samim tim efekat je znatno ozbiljniji. S obzirom da se pointerske akcije u principu dešavaju retko, spektar džitera ima prevashodno NF komponente koje je nemoguće eliminisati kolima za izdvajanje takta (npr. PLL-fazno sinhronizovana petlja). Drugim rečima, pointerske akcije dovode do pojave džitera ali prevashodno vandera u SDH mrežama, čija amplituda, ako se ne kontroliše, može da stvori određene probleme u prenosu signala. Npr. pri prenosu video signala (MPEG-2) ovaj efekat može da izazove “zamrzavanje” slike ili “mozaik” sliku.

### Optički interfejsi
Za sve protoke se koristi NRZ (Non-return-to-zero) kod, čiji je oblik signala na optičkom nivou definisan. Izlazna snaga i osetljivost prijemnika su takođe definisani za tri vrste rastojanja: mala, srednja i velika. Radna talasna dužina je 1310nm ili 1550nm. Na optičkom nivou su definisani i dozvoljeni izlazni džiter i maksimalni ulazni džiter.

### Topologija mreža
SDH mreža se može posmatrati kao transportna mreža za koju su karakteristične sledeće osobine:
Mreža se najčešće sastoji od čvorova (NE - Network Element) koji su povezani vezama “tačka-tačka”, prstenovima (rings) ili petljastom strukturom (mesh structures) i koji su svi sinhronizovani na takt visoke tačnosti.

### Efikasni mehanizmi za zaštitu saobraćaja
Svi mehanizmi za zaštitu saobraćaja su bazirani na uvođenju alternativnih puteva i/ili udvajanju hardvera uređaja. Alternativni putevi se ostvaruju na nivou:
- cele multipleksne sekcije u varijantama sa dva ili četiri vlakna, u vezama tačka-tačka, unidirekcionim ili biderikcionim prstenovima;
- na nivou virtuelnog kontejnera (bilo koji put višeg ili nižeg reda) u svim strukturama uključujući i petljastu mrežu (mesh);
- dela mreže (podmreže) kada se štiti saobraćaj, na nivou virtuelnog kontejnera, na samo nekom delu puta između dve tačke.

Za sve ove mehanizme su razvijeni protokoli za automatsku zaštitu. Cilj većine protokola je da se mehanizmi zaštite ostvare u vremenu kraćem od 50ms.
Postoje dva tipa zaštite: 1+1 i 1:n (1:1). U prvom slučaju, i po radnim i po rezervnim kanalima se prenosi isti saobraćaj a izbor na prijemu se vrši na osnovu definisanih kriterijuma kvaliteta. U drugom slučaju, po rezervnim kanalima se prenosi saobraćaj koji se gubi prilikom aktiviranja mehanizama zaštite. 
Svi nabrojani mehanizmi za zaštitu saobraćaja omogućavaju “samoizlečivost” i “preživljivost” mreže u slučajevima otkaza na deonicama (prekid optičkog kabla) ili otkaza pojedinih delova uređaja, što SDH mrežu svrstava u mreže sa vrlo visokom raspoloživošću..

### Upravljanje
SDH nadzor i upravljanje se vrši prema standardima za TMN (Telecommunications Management Network) tj. uz pomoć standardizovanih protokola i interfejsa. Glavne funkcije nadzora i upravljanja su:
- prikazivanje alarma sa oznakama nivoa ozbiljnosti (prioriteta) i lokacije
- postavljanje nivoa prioriteta alarma
- prikazivanje istorije alarma
- upravljanje dijagnostikom kvara (ispad, smetnja)
- nadzor performansi sa postavljanjem pragova za performans alarme
- upravljanje konfiguracijom uređaja i ostalim resursima (rutiranje saobraćaja, zaštita saobraćaja)
- upravljanje sigurnošću

## Primena
SDH optički sistemi su našli svoju primenu u svim nivoima moderne transportne mreže, od magistralnih veza do lokalnih i pristupnih veza. Pri tome, najviši protoci (2.5 Gbit/s i 10 Gbit/s) ranije rezervisani za magistralne nivoe, sve više se koriste i na lokalnom nivou. Npr. lokalni beogradski prsten radi na 2.5 Gbit/s. Iako je tendencija da se koriste prstenaste strukture sa SDH uređajima tipa add/drop multiplekser ili cross-connect multiplekser, veliki broj veza se ostvaruje i vezama “tačka-tačka” sa terminalnim multiplekserima.